# 東北大米
東北大米是一種粳稻，主要種植於中國黑龍江省、吉林省與遼寧省的廣大平原地區，種植在富含礦物質的黑土地中，陽光雨露均足，又有來自松花江、嫩江與東遼河等水系的灌溉用水。東北大米一年一熟，生長周期一般五個月左右，當地長達半年的寒冷冬季，減少了病蟲害發生，而秋季光照充分、晝夜溫差大，利於東北大米的營養積累。